# Erethizontidae
Éréthizontidés, Porcs-épics du Nouveau Monde
Famille
Les Éréthizontidés (Erethizontidae) forment une famille de gros rongeurs du continent américain. Ce sont les porcs-épics du Nouveau Monde par analogie avec les porcs-épics de l'Ancien Monde, les Hystricidés.

## Les épines du porc-épic
Les épines ont un rôle défensif  efficace. Elles sont particulièrement difficiles à retirer de la peau, car couvertes d'écailles microscopiques faisant que leur mouvement naturel est de s'enfoncer dans la chair sans pouvoir en ressortir, ce qui a été expérimentalement démontré par des épines artificielles sur de la peau de poulet. 
Une étude publiée en 2015 dans The Wilson Journal of Ornithology, basée sur la bibliographie et des vidéos faites par des caméras disposées dans la nature a montré que divers animaux (ex : au moins neuf espèces d'oiseaux - dont aigle royal, pygargue à tête blanche, faucons dont faucon pèlerin, grands-ducs d'Amérique, faucons, gélinotte huppée - sont cités dans 17 études publiées de 1909 à 2009 d'oiseaux) peuvent conserver sur ou dans leur corps des morceaux d'épines, et que ce type de blessure est souvent fatal (dans 7 cas sur 17 pour les exemples cités ci-dessus). Des chiens ayant tenté d'attaquer des porcs-épics sont couramment trouvés gravement blessés par ces épines, y compris dans la bouche.
Le porc-épic peut accidentellement être blessé par l'une de ses propres épines ou celle d'un autre porc-épic. 
Une hypothèse évoquée par Uldis Roze est que ces dards sont recouverts d'une substance antimicrobienne. Il l'a formulé après avoir été piqué par une épine de la queue d'un porc-épic et avoir constaté que l'un des fragments d'épines qui avait disparu dans son bras-droit, s'est mise en mouvement alors qu'il construisait sa maison, avec une forte douleur ; Selon lui, « il pouvait sentir l'épine se déplaçant dans son corps. Parce que les piquants ont des barbes, ils bougent quand les muscles se contractent autour d'eux ». Quelques jours plus tard, le piquant a émergé de son bras, curieusement sans aucun signe d'infection. Il s'est donc demandé si ces piquants pouvaient être enduit d'une substance antibiotiques ou en contenir. Les piquants sont recouverts d'un enduit gras riche en acides gras libres qui ont des vertus antibiotiques, susceptibles selon lui  de protéger les porcs-épics de leurs propres piqures accidentelles par des épines

## Classification
Cette famille a été décrite pour la première fois en 1845 par le zoologiste Charles-Lucien Bonaparte (1803-1857), l'un des neveux de Napoléon Bonaparte.
Synonymes : Coendidae Trouessart, 1897 et Erithizontidae Corbet and Hill, 1980:189 

### Liste des sous-familles et genres
Selon Mammal Species of the World (version 3, 2005)  (27 septembre 2013) et ITIS (27 septembre 2013) :
- sous-famille Chaetomyinae Thomas, 1897
  - genre Chaetomys Gray, 1843 - genre monotypique (ne comporte qu'une seule espèce) : le Porc-épic épineux
- sous-famille Erethizontinae Bonaparte, 1845
  - genre Coendou Lacépède, 1799
  - genre Echinoprocta Gray, 1865 - genre monotypique
  - genre Erethizon F. Cuvier, 1823 - genre monotypique
  - genre Sphiggurus F. Cuvier, 1825

#### Genres actuels ou éteints
Selon Paleobiology Database (27 septembre 2013) :
- genre Branisamyopsis
- genre Coendou
- genre Disteiromys
- genre Eopululo
- genre Eosteiromys
- genre Erethizon
- genre Hyposteiromys
- genre Hypsosteiromys
- genre Microsteiromys
- genre Neosteiromys
- genre Paradoxomys
- genre Parasteiromys
- genre Protacaremys
- genre Protosteiromys
- genre Sphiggurus
- genre Steiromys

## Noms vernaculaires
Liste alphabétique de noms vulgaires ou de noms vernaculaires attestés en français.
Note : certaines espèces ont plusieurs noms et, les classifications évoluant encore, certains noms scientifiques ont peut-être un autre synonyme valide.
- Coendou bicolore - Coendou bicolor[1]
- Coendou à queue prenante - Coendou prehensilis[1]
- Coendou épineux - Sphiggurus spinosus[12]
- Porc-épic arboricole - Coendou bicolor[13]
- Porc-épic brésilien - Coendou prehensilis[1]
- Porc-épic d'Amérique ou Porc-épic américain - Erethizon dorsata[14],[15]
- Porc-épic des Antilles - Sphiggurus insidiosus[16]
- Porc-épic du Brésil - Coendou prehensilis[17]
- Porc-épic laineux - Sphiggurus insidiosus[16]
- Porc-épic nord-américain - Erethizon dorsata[16],[17]
- Porc-épic préhensile du Paraguay - Sphiggurus spinosus[16]
- Porc-épic préhensile mexicain - Sphiggurus mexicanus[16]
- Porc-épic rougeâtre - Echinoprocta rufescens[16]
- Porc-épic à queue en souche - Echinoprocta rufescens[16]
- Porc-épic à queue préhensile - Coendou prehensilis[17]
- Porc-épic épineux - Chaetomys subspinosus[16]